# Герб Одессы
Герб Одессы (укр. Герб Одеси) — один из официальных символов города Одессы, утвержденный 29 апреля 2011 года решением Одесского городского совета.

## Описание
Герб имеет форму красного щита испанского типа. В центре щита расположено серебряное изображение якоря с четырьмя концами. Щит обрамлен декоративным золотым картушем и увенчан серебряной городской короной в виде трех башен. Под башней расположено изображение Золотой Звезды города-героя, граненной золотом и бриллиантом.

## История

### Герб времён Российской Империи

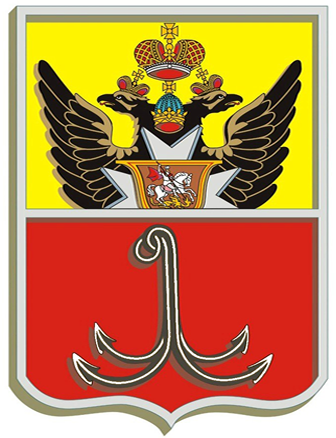
Герб города, принятый в 1798 году

Первый проект герба Одессы утвержден 22 апреля 1798 года. Тогдашний герб представлял собой золотисто-красный щит. В его верхней золотой части размещалось изображение двуглавого орла — официального герба Российской империи, изображение которого было обязательным для тогдашних гербов, а также мальтийский крест — элемент который употреблялся во времена правления Павла I. В нижней красной части размещалось серебристое изображение якоря, который характеризовал Одессу как портовый город.

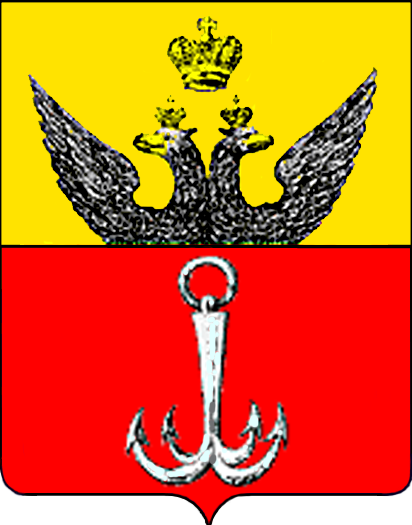
Версия герба без мальтийского креста

Сразу после смерти Павла I вид герба несколько изменился — мальтийский крест был убран.

### Проект Бориса Кене

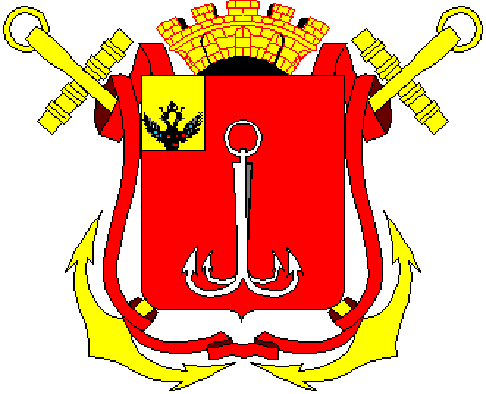
Проект герба Бориса Кене

В 1875 году герольдмейстер Борис Кене разработал проект нового герба Одессы, он, однако, не был утвержден.
Новый герб представлял собой красный французский щит, в центре которого располагалось серебряное изображение якоря с четырьмя концами. В верхней левой золотой части герба находилось изображение двуглавого орла, увенчанного тремя коронами. Щит был увенчан золотой с красными швами короной с пятью башнями. За щитом размещались накрест положенные два золотых якоря, обвитые красной Александровской лентой.

### Герб времён СССР

Советский герб

Герб советского периода был утвержден 19 октября 1967 года решением исполнительного комитета Одесского горсовета. Автором Герба был Ю. Горюнов. Герб представлял собой желто-красный щит французской формы. В верхней желтой части располагалось стилизованное изображение броненосца «Потемкин» с красным флагом. В верхнем правом углу находилось изображение Золотой Звезды города-героя. В нижней красной части находилось серебряное изображение якоря.

## Символизм
- Якорь — символ Одессы как портового города.
- Золотая Звезда указывает на статус Одессы как города-героя.
- Красный цвет символизирует храбрость, мужество, великодушие, любовь, огонь, теплоту, страсть и животворные силы.
- Серебряный цвет — олицетворение чистоты, верности, надежды и доброты.
- Золотой цвет — символ солнечной энергии, богатства, силы, устойчивости и процветания.